# إيكوبلينس
إيكوبلينس هي بلدة سويسرية في كانتون فود.

## روابط خارجية
- الموقع الرسمي للبلدة